# 坂本一将
坂本 一将（さかもと かずまさ、1990年11月16日 - ）は、東京都新宿区出身の元プロ野球選手（内野手）。右投左打。NPBでは育成選手であった。現在は社会人野球・SUNホールディングスEAST硬式野球部の監督を務める。

## 経歴

### プロ入り前
小学校から武蔵府中シニアで野球を始めると、世界大会で優勝。新宿区立西戸山中学校時代にも、武蔵府中シニアで日本一を経験した。小中学校の1学年後輩に、長谷川潤がいる。
浦和学院高校に進学すると、2年の夏に第89回全国高等学校野球選手権大会の埼玉県代表として阪神甲子園球場に登場したが、試合には出場しなかった。3年夏には、1番打者として第90回全国高等学校野球選手権記念大会に出場。全国大会の初戦で土屋健二、筒香嘉智、倉本寿彦擁する横浜高校と対戦すると、土屋から5打数3安打を記録したが、チームは敗れた。高校時代の1学年先輩に赤坂和幸が、同学年に森大がいる。
東洋大学への進学後は、2年秋から東都大学野球のリーグ戦に出場。4年時からレギュラーとして出場したが、春季リーグ戦では打率が.184、秋季リーグ戦でも.219にとどまった。リーグ戦通算48試合、86打数16安打、3打点、打率.186。なお、野球部の1学年先輩に藤岡貴裕、鈴木大地、小田裕也、同期に緒方凌介、土肥寛昌がいる。

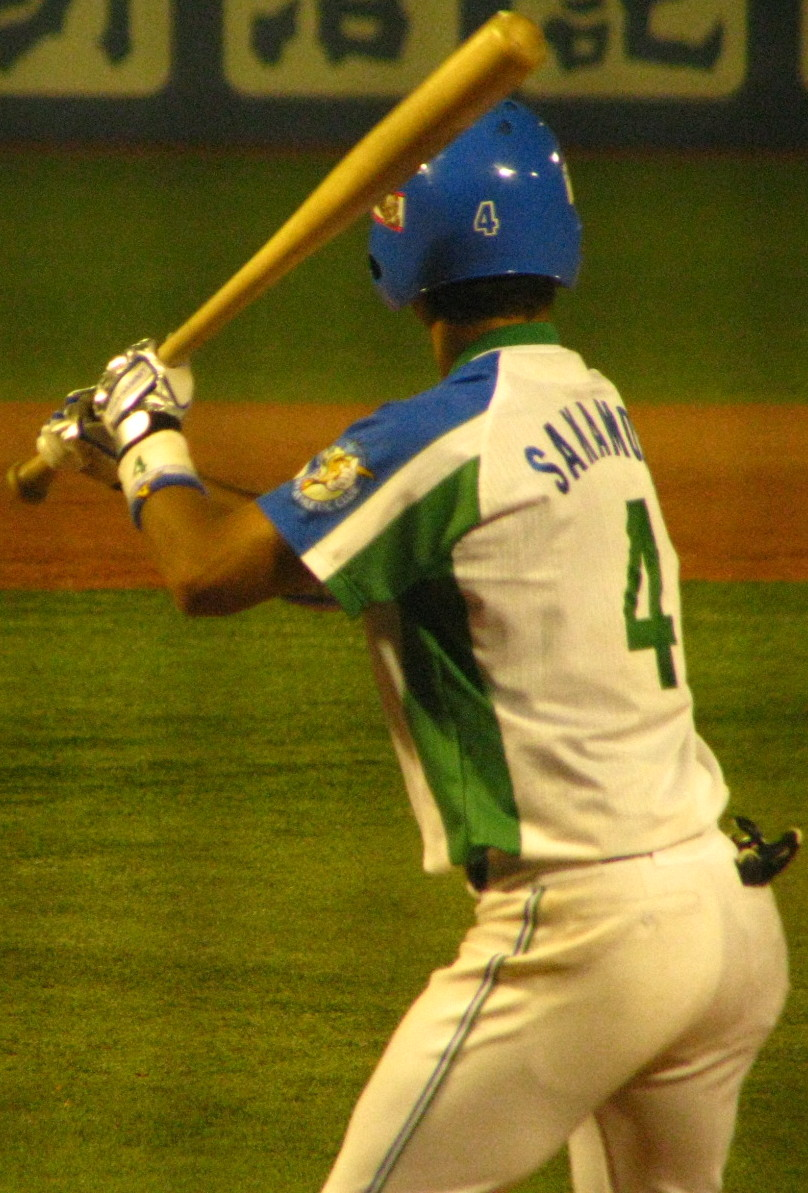
2014年6月3日

大学卒業後に入社したセガサミーでは、1年目からレギュラーとして活躍。2年目の第40回社会人野球日本選手権大会では準優勝に貢献した。しかし、2015年シーズンでセガサミーを退社すると、BCリーグのトライアウトを受験。その結果、BCリーグのドラフト会議で石川ミリオンスターズに指名された。

### BCリーグ・石川時代
2016年には、入団1年目ながら、リーグ戦で1番打者として活躍。打率.305、19盗塁を記録するとともに、チームのリーグ西地区年間優勝に貢献した。
2016年のNPB育成ドラフト会議で、オリックス・バファローズから4巡目で指名。支度金300万円、年俸250万円（金額は推定）という条件で、育成選手として入団した。背番号は127。162cmという身長は、2017年にNPBの球団へ所属する選手では、育成選手を含めても最も低いものだった。

### オリックス時代
2017年の春季キャンプでは一軍の紅白戦に呼ばれ、オープン戦の横浜DeNAベイスターズ戦(姫路球場)では代打で出場し四球を選んだが、その1試合のみの出場に終わった。シーズン中の支配下登録はなかった。
2018年10月4日、来季の契約を結ばない旨がオリックス球団から発表された。社会人野球や独立リーグ、企業の軟式野球チームなどからの誘いもあったが、サラリーマンへの転身を既に決意しており、現役を引退することを発表した。10月31日、自由契約公示された。

### 現役引退後
引退後はセガサミー時代に関わりがあり、経営陣に感銘を受けていたというセガトイズに営業職として就職、業務にあたっている。セガトイズではデーブ大久保の息子・大久保泰成が広報として働いていたこともあってか、2020年6月にはYouTube「デーブ大久保チャンネル」に出演し、セカンドキャリアなどについて大久保とトークする動画が公開されている。
また、軟式野球を続けており、社会人草野球チーム「Nomad.Yankees」でプレーをしている。
2021年4月、三井浩二とともに社会人野球・SUNホールディングス硬式野球部（現：SUNホールディングスEAST硬式野球部）のコーチ就任が発表された。2022年より監督に就任。

## 選手としての特徴
162cm65kgと小柄な体格だが、堅実な守備が持ち味の内野手。50m走で最速5秒8を計測したほどの俊足の持ち主。所属チームの監督から「1人いれば良いな」と思われる選手になることが目標で、石川時代には、外野守備の練習にも取り組んでいる。在籍の2年間は最も背の低いプロ野球選手だった。

## 人物
愛称は「チョロ」。
社会人野球からBCリーグへ転じたきっかけは、小・中学校時代の後輩であった長谷川が、石川へ所属した後に2016年から読売ジャイアンツへ入団したことにある。坂本自身も、NPBの球団へ入ることを目標に、長谷川と入れ替わる格好で石川へ入団した。
2007年に57歳で他界した実父は、西南学院大学硬式野球部の4番打者として活躍した後に、水島新司（漫画家）率いる草野球チームの「あぶさん」で柴田恭兵（俳優）と一緒にプレー。水島も、自身の作品『新・野球狂の詩』の中で、実父の実名を冠した中日ドラゴンズの新人選手を登場させている。坂本自身は、オリックス合宿所「青濤館」への入寮の際（2017年1月9日）に、「育成選手では（水島の漫画に）描いてもらえないので、（支配下登録選手として漫画に登場できるように）しっかり頑張りたい」との決意を述べた。ちなみに、幼少期には、実父に連れられて東京ドームでプロ野球の試合を頻繁に観戦。そのたびに、実父から「二遊間を見ておけ」「（体格の）大きい選手に負けるな」と言われたという。
坂本自身も、柴田のことを「恭兵さん」と呼ぶほど、幼少期から柴田と親交が深い。高校2年の時に実父を亡くしてからは、柴田のことを実父のように慕っているという。オリックスへの入団記者会見では、座右の銘に「関係ないね!」（『あぶない刑事』シリーズで柴田が演じた大下勇次の決め台詞）を挙げたうえで、「（支配下選手登録を経て一軍の公式戦で）活躍したら、ヒーローインタビューで絶対に『関係ないね!』と言いたい」と公言した。

## 詳細情報

### 年度別打撃成績
- 一軍公式戦出場なし

### 独立リーグでの打撃成績
| 年 度     | 球 団     | 試 合 | 打 数 | 得 点 | 安 打 | 二 塁 打 | 三 塁 打 | 本 塁 打 | 打 点 | 三 振 | 四 球 | 死 球 | 犠 打 | 犠 飛 | 盗 塁 | 失 策 | 併 殺 打 | 打 率 | 出 塁 率 | 長 打 率 | O P S |
| --------- | --------- | ----- | ----- | ----- | ----- | -------- | -------- | -------- | ----- | ----- | ----- | ----- | ----- | ----- | ----- | ----- | -------- | ----- | -------- | -------- | ----- |
| 2016      | 石川      | 71    | 305   | 57    | 93    | 13       | 2        | 0        | 29    | 48    | 20    | 1     | 0     | 2     | 19    | 5     | 1        | .305  | .348     | .361     | .708  |
| 通算：1年 | 通算：1年 | 71    | 305   | 57    | 93    | 13       | 2        | 0        | 29    | 48    | 20    | 1     | 0     | 2     | 19    | 5     | 1        | .305  | .348     | .361     | .708  |

### 背番号
- 5 （2016年）
- 127 （2017年 - 2018年）